# Petrophila bifascialis
Petrophila bifascialis is een vlinder uit de familie van de grasmotten (Crambidae), uit de onderfamilie van de Acentropinae. De wetenschappelijke naam van deze soort is voor het eerst gepubliceerd in 1869 door Coleman Townsend Robinson.
De soort komt voor in Canada en de Verenigde Staten.